# Präntijärvi
Präntijärvi är en sjö i Haparanda kommun i Norrbotten och ingår i Keräsjoki-Sangisälvens kustområde. Sjön har en area på 2,25 kvadratkilometer och ligger 36 meter över havet. Sjön avvattnas av vattendraget Präntijärvenoja.

## Delavrinningsområde
Präntijärvi ingår i det delavrinningsområde (733269-185973) som SMHI kallar för Utloppet av Präntijärvi. Medelhöjden är 43 meter över havet och ytan är 12,64 kvadratkilometer. Det finns inga avrinningsområden uppströms utan avrinningsområdet är högsta punkten. Avrinningsområdets utflöde Präntijärvenoja mynnar i havet. Avrinningsområdet består mestadels av skog (64 procent) och sankmarker (15 procent). Avrinningsområdet har 2,45 kvadratkilometer vattenytor vilket ger det en sjöprocent på 19,4 procent.